# Nana Lee
Nana Lee (nacido el 29 de enero de 1985) es una cantante indonesia, compositora de canciones, saxofonista y actriz. Tiene fama en Indonesia por su participación en diferentes cazas de talentos: "Indonesia Got Talent" y "Super Idol".

## Biografía
Nana se crio en Yakarta como hija de un padre indonesio y una madre china. Ya a una edad joven entró en contacto con música y teatro. Durante la enseñanza secundaria actuó en diferentes presentaciones de teatro y programas de televisión. En 2003 se concentró definitivamente en su carrera musical. Según ella misma dice su música está influenciada por el jazz, el pop y R&B. Actúa regularmente en club de jazz en festivals y en la televisión nacional de Indonesia y Taiwán.
En 2009 salió su primer álbum: "Be+Positive". Un año después lanzó en colaboración con él, en Indonesia, muy famoso arreglador Idang Rasjidi el CD "Women in Love". En 2011 siguió su tercer álbum: "Tribute to Koes Plus", en bosanova, con lo cual tenía los mayores éxitos en las listas de triunfo. Con su participación en las cazas de talentos: "Indonesia Got Talent" y "Super Idol" en 2013 Lee consiguió gran fama en Indonesia. Ahora está trabajando en un nuevo álbum que se presentará probablemente en 2014.

## Discografía
- Be+Positive (2009)
- Women in love (2010)
- Tribute to Koes Plus in Bossanova (2011)
- Positivity (2014)